# بات ريتشاردز
بات ريتشاردز (بالإنجليزية: Pat Richards)‏ هو لاعب دوري الرغبي أسترالي، ولد في 27 فبراير 1982 في نيوساوث ويلز في أستراليا.

## روابط خارجية
- بات ريتشاردز على موقع ItsRugby.co.uk (الإنجليزية)